# 圣塞巴斯蒂安 (克勒兹省)
圣塞巴斯蒂安（法語：Saint-Sébastien，法語發音：[sɛ̃ sebastjɛ̃]）是法国克勒兹省的一个市镇，位于该省西北部，属于盖雷区。圣塞巴斯蒂安是莱索布赖－蒙托邦铁路进入新阿基坦大区经过的第一个市镇。

## 地理
圣塞巴斯蒂安（46°23'28"N, 1°31'53"E）面积24.98 平方千米，位于法国新阿基坦大区克勒兹省，该省份为法国中部省份，位于法國中央高原西北部，北起安德尔省和谢尔省，西接维埃纳省，南至科雷兹省，东临多姆山省，东北与阿列省接壤。
与圣塞巴斯蒂安接壤的市镇（或旧市镇、城区）包括：阿泽拉布勒、巴兹拉、拉沙佩勒巴卢、克罗藏、埃居宗-尚托姆、穆埃、帕尔纳克。

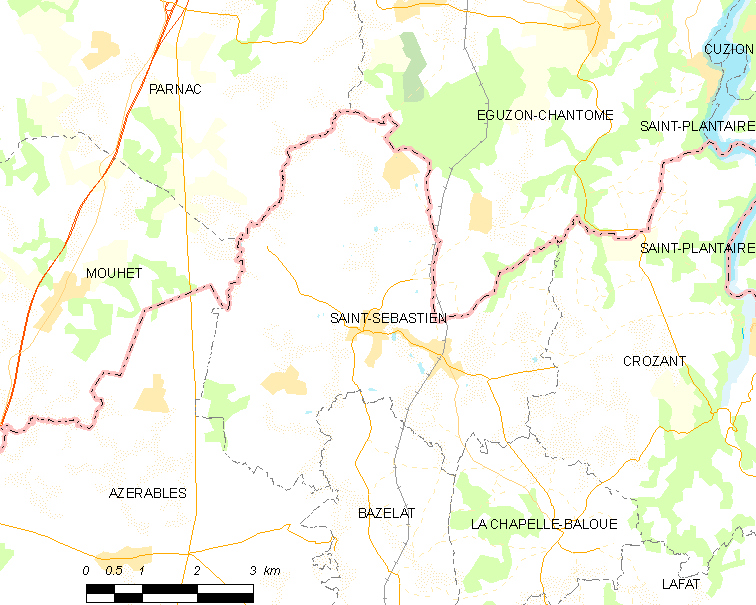
的OSM定位图

圣塞巴斯蒂安的时区为UTC+01:00、UTC+02:00（夏令时）。

## 行政
圣塞巴斯蒂安的邮政编码为23160，INSEE市镇编码为23239。

## 政治
圣塞巴斯蒂安所属的省级选区为丹勒帕莱斯泰勒县。

## 人口

1962-2008年间人口变化图示

圣塞巴斯蒂安于2022年1月1日时的人口数量为629人。